# Kanton Magny-en-Vexin
Kanton Magny-en-Vexin is een voormalig kanton van het Franse departement Val-d'Oise. Kanton Magny-en-Vexin maakte deel uit van het arrondissement Pontoise en telde 15.679 inwoners (1999). Op 22 maart 2015 werd het kanton opgeheven en werden de gemeenten opgenomen in het op die dag gevormde kanton Vauréal.

## Gemeenten
Het kanton Magny-en-Vexin omvatte de volgende gemeenten:
- Aincourt
- Ambleville
- Amenucourt
- Arthies
- Banthelu
- Bray-et-Lû
- Buhy
- Charmont
- Chaussy
- Chérence
- Genainville
- Haute-Isle
- Hodent
- La Chapelle-en-Vexin
- La Roche-Guyon
- Magny-en-Vexin (hoofdplaats)
- Maudétour-en-Vexin
- Montreuil-sur-Epte
- Omerville
- Saint-Clair-sur-Epte
- Saint-Cyr-en-Arthies
- Saint-Gervais
- Vétheuil
- Vienne-en-Arthies
- Villers-en-Arthies
- Wy-dit-Joli-Village